# Ботанический сад ВИЛАР
Ботанический сад ВИЛАР — ботанический сад в Москве при Всероссийском НИИ лекарственных и ароматических растений. Расположен на юге города в районе Северное Бутово. Основан в 1951 году. Площадь сада составляет около 30 га (или 45 га, считая территорию института). Ботанический сад ВИЛАР имеет статус особо охраняемой природной территории федерального значения.

## История
Ботанический сад Всесоюзного научно-исследовательского института лекарственных и ароматических растений (ВИЛАР) был создан согласно распоряжению Совета министров СССР от 30 октября 1951 года и засаживался в период с 1952 по 1960 год. Сад разместился на территории лесопаркового защитного пояса Москвы.
Одним из инициаторов создания ботанического сада выступил А. И. Шретер (совместно с П. Н. Кибальчичем), им был разработан видовой список растений для фармакопейного участка и каждого ботанико-географического региона.
Основной задачей сада было сохранение редких видов лекарственных растений, а также поиск и интродукция новых видов. Исходя из ботанико-географического принципа, в саду было устроено несколько отделов: 1) Дальнего Востока, 2) Восточной и Западной Сибири, 3) Средней Азии, 4) Крыма и Кавказа, 5) европейской части СССР. Небольшие участки были отведены для флоры Западной Европы, зарубежной Азии и Северной Америки. В ботаническом саду также был создан отдел фармакопейных растений, размещаемых в делянках по фармакологическому признаку, и отдел субтропических и тропических лекарственных растений, выращиваемых в теплицах и оранжереях. При ботаническом саду была организована школа по выращиванию саженцев и поля для интродукции новых видов растений.
В 1970-х годах на протекающем по территории сада Ботаническом ручье (притоке реки Битцы) были устроены три пруда, в два из которых запущена рыба.
Во время урагана 1998 года ботанический сад серьёзно пострадал, было повалено около 280 деревьев. В 2011 году из-за ледяного дождя погибло около 140 деревьев.
По данным на 2011 год, в ботаническом саду в открытом грунте произрастает более 1300 видов растений, а в оранжерейном комплексе — около 500 видов. Здесь проходят учебную практику студенты-фармацевты, а также будущие ландшафтные дизайнеры. В летнее время в ботаническом саду проводятся экскурсии, а зимой экскурсии проходят в оранжерее.
По состоянию на июнь 2014 года, на прудах ботанического сада организована платная рыбалка. Ловятся линь, карп, форель, окунь, амур.